# スプリング・エフェメラル
スプリング・エフェメラル（Spring ephemeral）は、春先に花をつけ、夏まで葉をつけると、あとは地下で過ごす一連の草花の総称。春植物（はるしょくぶつ）ともいう。直訳すると「春のはかないもの」「春の短い命」というような意味で、「春の妖精」とも呼ばれる。

## 特徴

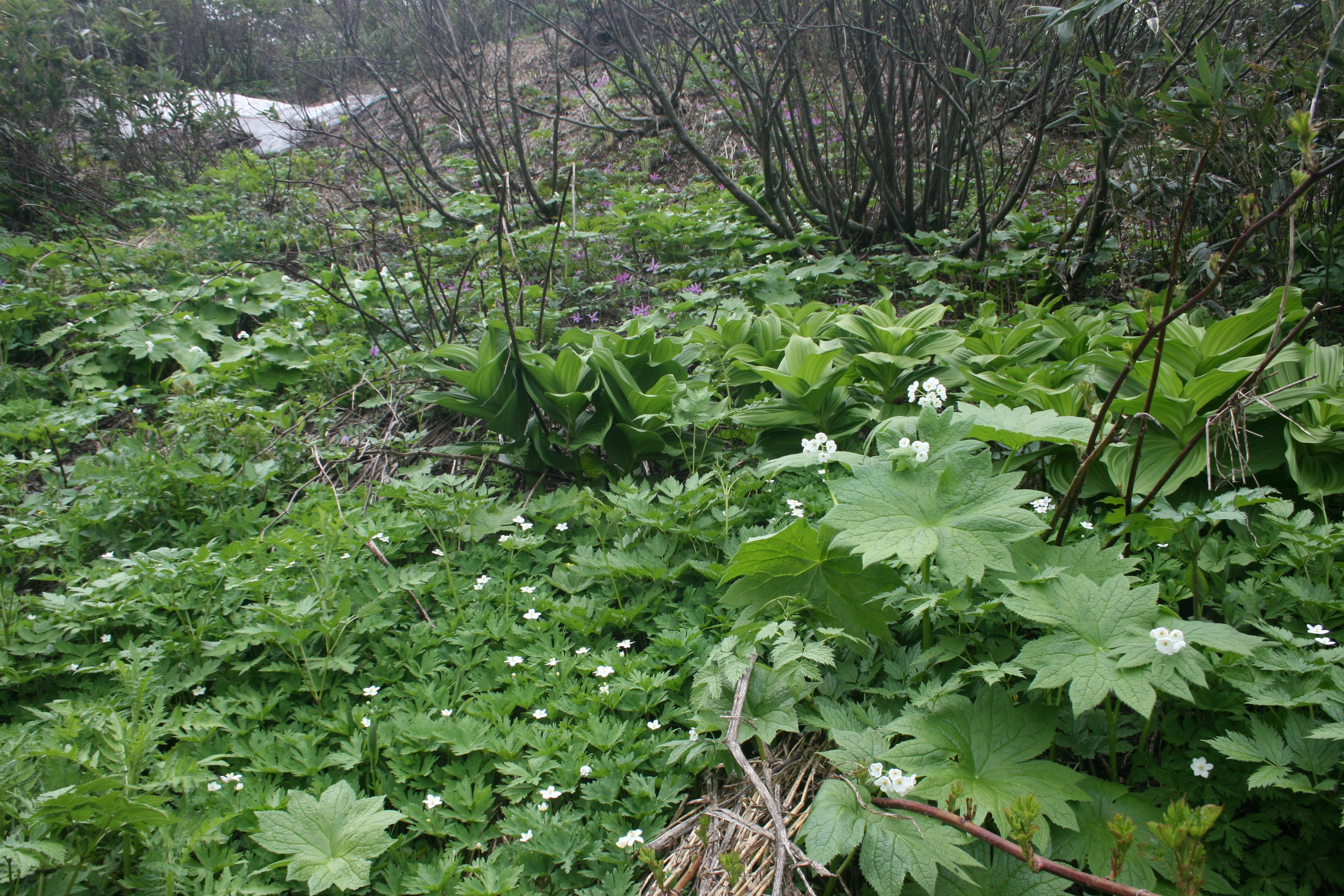
雪解け後に落葉樹林の林床で真っ先にカタクリやニリンソウなどが葉と茎を伸ばし花を咲かせる。その後枯れて地上部の姿が消える。

たとえば、早春の花として有名なカタクリは、地中深くに球根を持って越冬する。地上に顔を出すのは本州中北部では3月、北海道では4月で、これはほぼ雪解けの時期に当たる。つまり雪解け直後に地上に顔を出し、すぐに花を咲かせる。花はすぐに終わり、本格的な春がくるころには葉のみとなる。葉も6月ころには黄色くなって枯れ、それ以降は地中の球根のみとなってそのまま越冬する。その地上に姿を見せる期間は約2ヶ月だけである。
このカタクリのように、春先に花を咲かせ、夏までの間に光合成を行って地下の栄養貯蔵器官や種子に栄養素を蓄え、その後は春まで地中の地下茎や球根の姿で過ごす、という生活史を持つ植物が、落葉樹林の林床にはいくつもあり、そのためそのような森林の林床は、春先にとてもにぎやかになる。このような一群の植物をスプリング・エフェメラルという。
スプリング・エフェメラルと呼ばれる植物は、いずれも小柄な草本であり、地下に根茎や球根を持っているほか、花が大きく、華やかな色彩を持つものが多い。小柄であることは、まだまだ寒い時期であり、高く伸びては寒気に耐え難いこととともに、花に多くを割いた結果とも考えられる。また、地下に根茎や球根を持つのは、気温も低く、光も強くない春先に素早く成長し、まず花をつけるために必要である。例外的にショウジョウバカマは、ほぼ同時期に花を咲かせるが、常緑性で、年中葉をつけている。

## 生育環境
スプリング・エフェメラルは、温帯の落葉広葉樹林に適応した植物である。冬に落葉した森林では、早春にはまだ葉が出ていないから、林床は日差しが十分に入る。この明るい場所で花を咲かせるのがこの種の植物である。やがて樹木に新芽が出て、若葉が広がり始めると、次第に林内は暗くなるが、それでも夏まではやや明るい。この種の植物は、この光が十分にある間に、それを受けて光合成を行い、その栄養を地下に蓄える訳である。したがって、これらの植物は森林内に生育しているものの、性質としては日向の植物である。
日本の場合、落葉広葉樹林帯に当たるのは、本州中部以北、あるいはそれ以南であれば標高の高い地域であり、日本全体から見れば、北方系の要素と言ってよい。ただし、実際にはそれ以南の地域でも見られるものがある。特に、里山はそれらが比較的よく出現すると言われている。つまり、人為的な撹乱を連続的にうけ、それによって常緑樹林帯にありながら落葉樹林が成立することから、落葉樹林帯の植物は侵入しやすかったのだというのである。ただし、里山の形成は、どうさかのぼっても2000年だろうから、それ以前はごく限られた環境で細々と生き延びていたのかもしれない。
一方、約1万年前の最終氷期の終焉に伴い、氷期の落葉広葉樹林の生態系に適応した生活文化を持つ旧石器時代人が、新しい照葉樹林の生態系に文化の適応を起こして縄文人となったときに、生活資源の獲得方法を熟知した落葉広葉樹林を維持するために、森林の一部に一定の手入れを続けて、今日の照葉樹林地帯における里山や草原の原型を作り出して維持し続けたという説も提唱されている。その場合、日本の照葉樹林地帯に見られるスプリング・エフェメラルは、縄文人による生態系操作によって間氷期を生き延びて現在に至っていることになる。

## 動物との関係
スプリング・エフェメラルは、虫媒花である。春の早い時期に活動を始める少数の昆虫がその媒介を行う。多くは植物体に比べて大柄な花をつけるのは、それほど数の多くない活動中の昆虫の目を引くためであろう。このような花の受粉を担っている昆虫は、北方系の昆虫であるマルハナバチの冬眠から目覚めたばかりの新女王蜂や、低温環境下でも活発に活動できるハナアブ科のハエ類が多い。例えばカタクリやエゾエンゴサクの花は、マルハナバチの新女王蜂に受粉を依存しており、フクジュソウの黄色の皿状の花は、典型的なハナアブ類に適応した花の形態を示している。
なお、ギフチョウやウスバアゲハ（ウスバシロチョウ）など、春先のみ成虫が出現する昆虫のことをもスプリング・エフェメラルということがある。この語で呼ばれるのは、先に挙げたような、華やかなチョウが対象になることが多く、同時期に出現するにしても、ツチハンミョウなどがそう呼ばれることはまずない。
ちなみに、この2つのチョウは、生活史までスプリング・エフェメラル的である。ギフチョウの場合、春先に羽化した成虫は、すぐに卵を産み、卵はすぐに孵化して、食草をどんどん食って成長し、夏には蛹になる。ところがこの蛹が、そのまま春まで、落ち葉の下で休眠してしまう。ウスバアゲハはその逆で、春に孵化した幼虫は食草のエゾエンゴサクやムラサキケマンの若芽や葉を食べて成長し5月下旬から6月初め頃羽化する。成虫は枯れた茎・落ち葉などに産卵し、卵は翌春に孵化する。

## 代表的な植物
ヨーロッパではブナ林の春の花としてよく知られており、栽培されるものも多い。球根や根茎で植える春の花にはその例が多い。
日本産で代表的なものとしては以下のようなものがある。
キンポウゲ科キクザキイチゲ、ユキワリイチゲ、アズマイチゲ、イチリンソウ、ニリンソウなどのイチリンソウ属
フクジュソウ、セツブンソウ
ケシ科エゾエンゴサク、ヤマエンゴサク、ムラサキケマン
ユリ科カタクリ、ショウジョウバカマ、ヒロハノアマナ、バイモ属(コバイモ類)

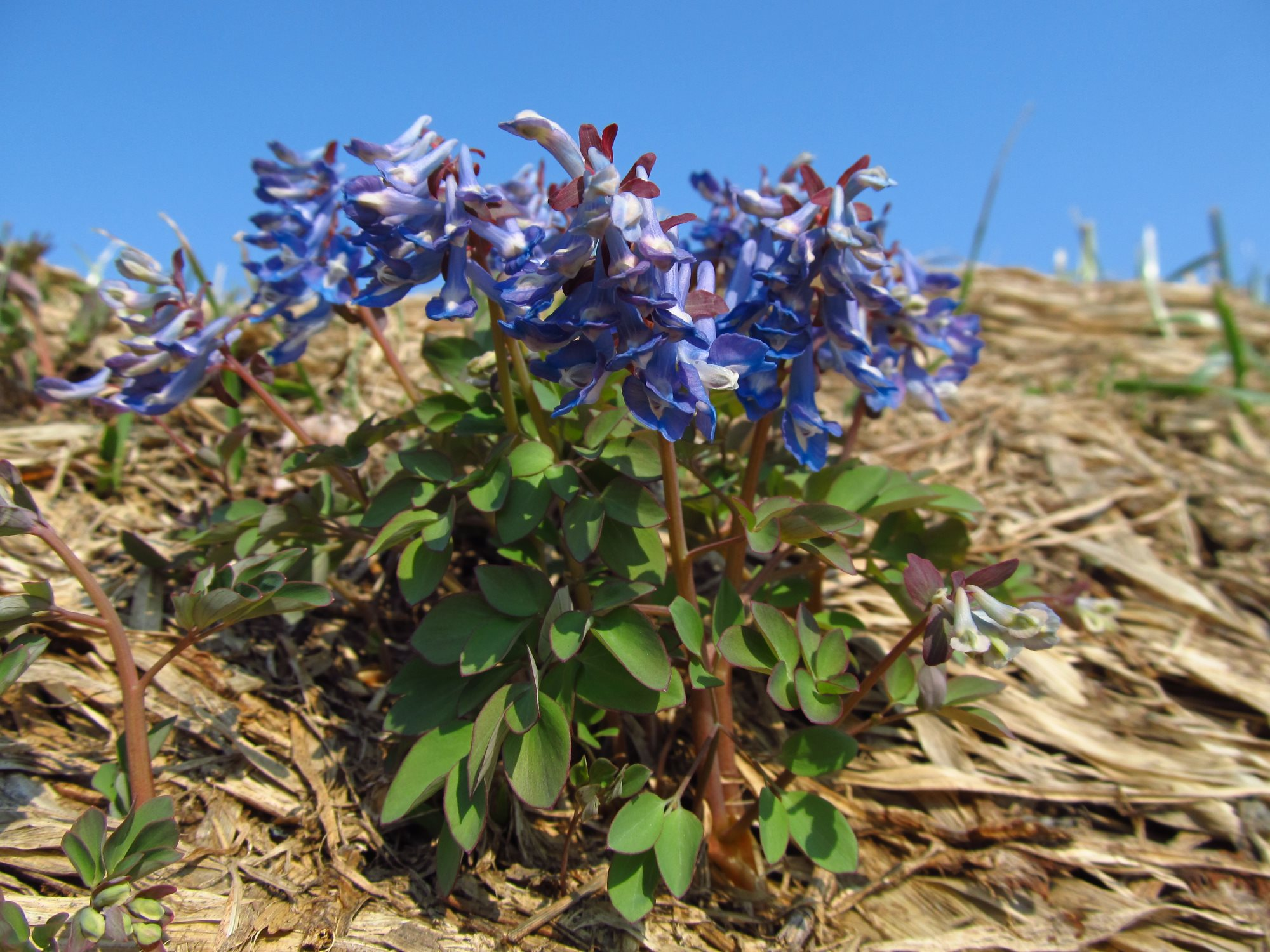
エゾエンゴサク
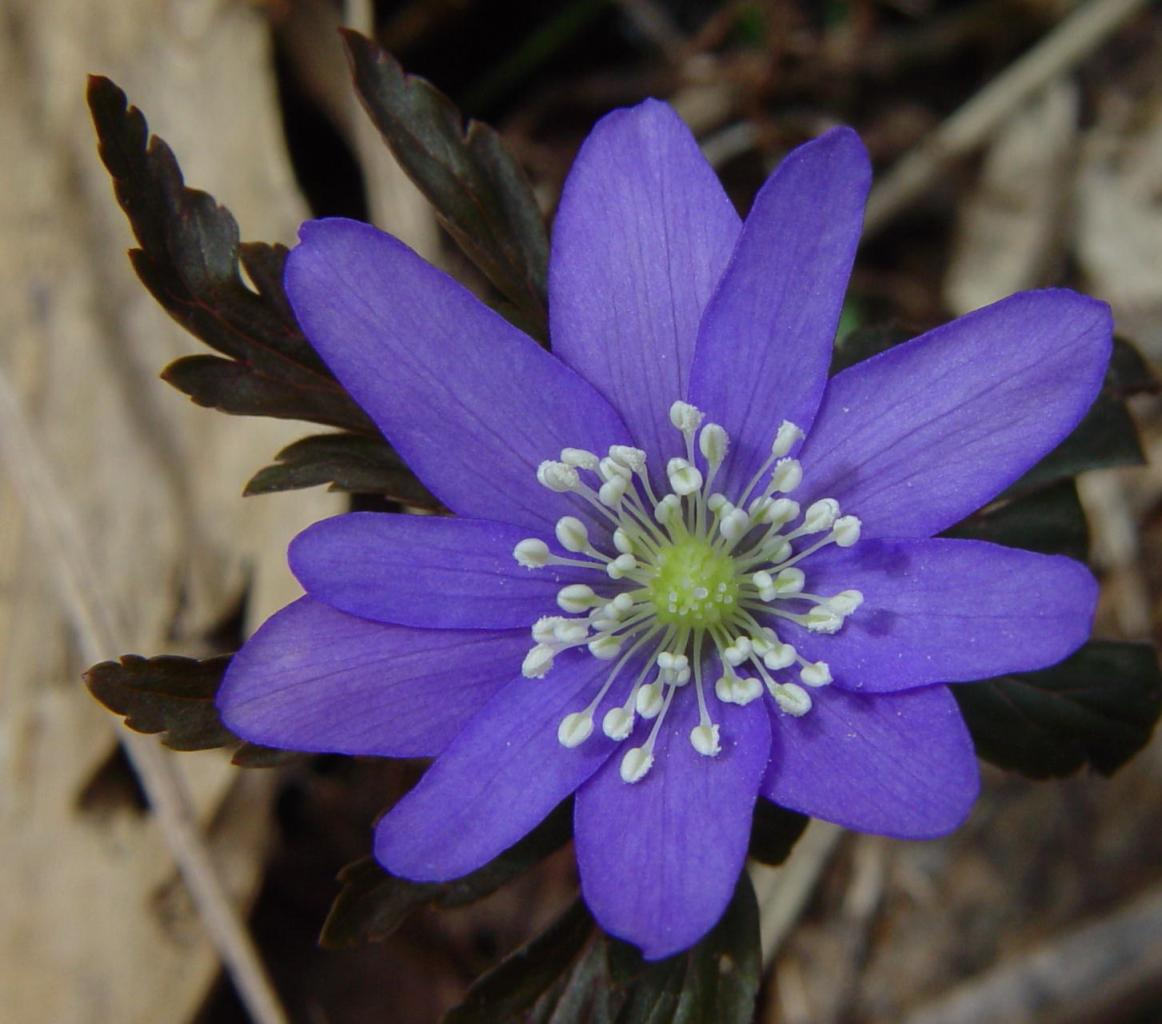
キクザキイチゲ
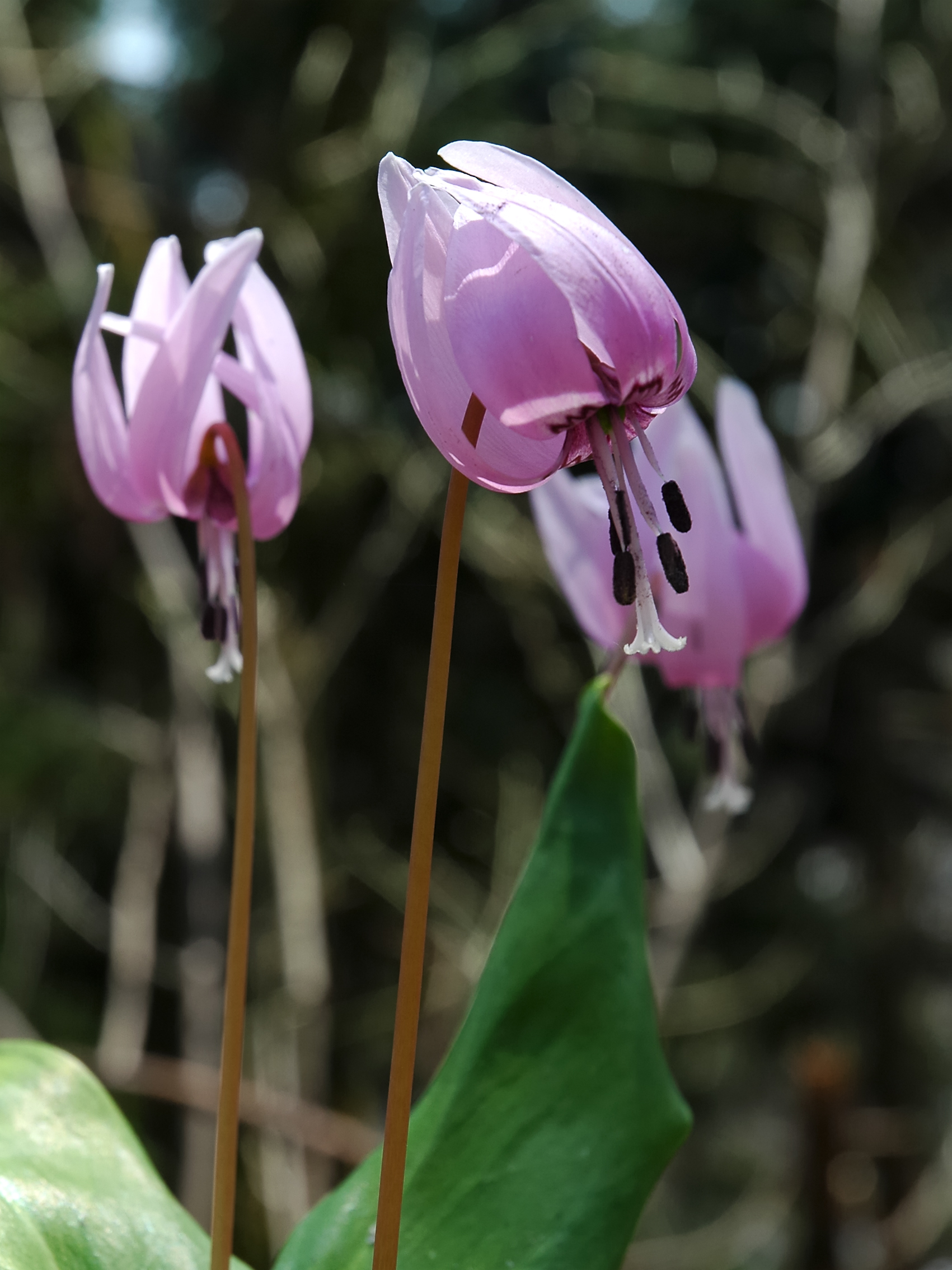
カタクリ
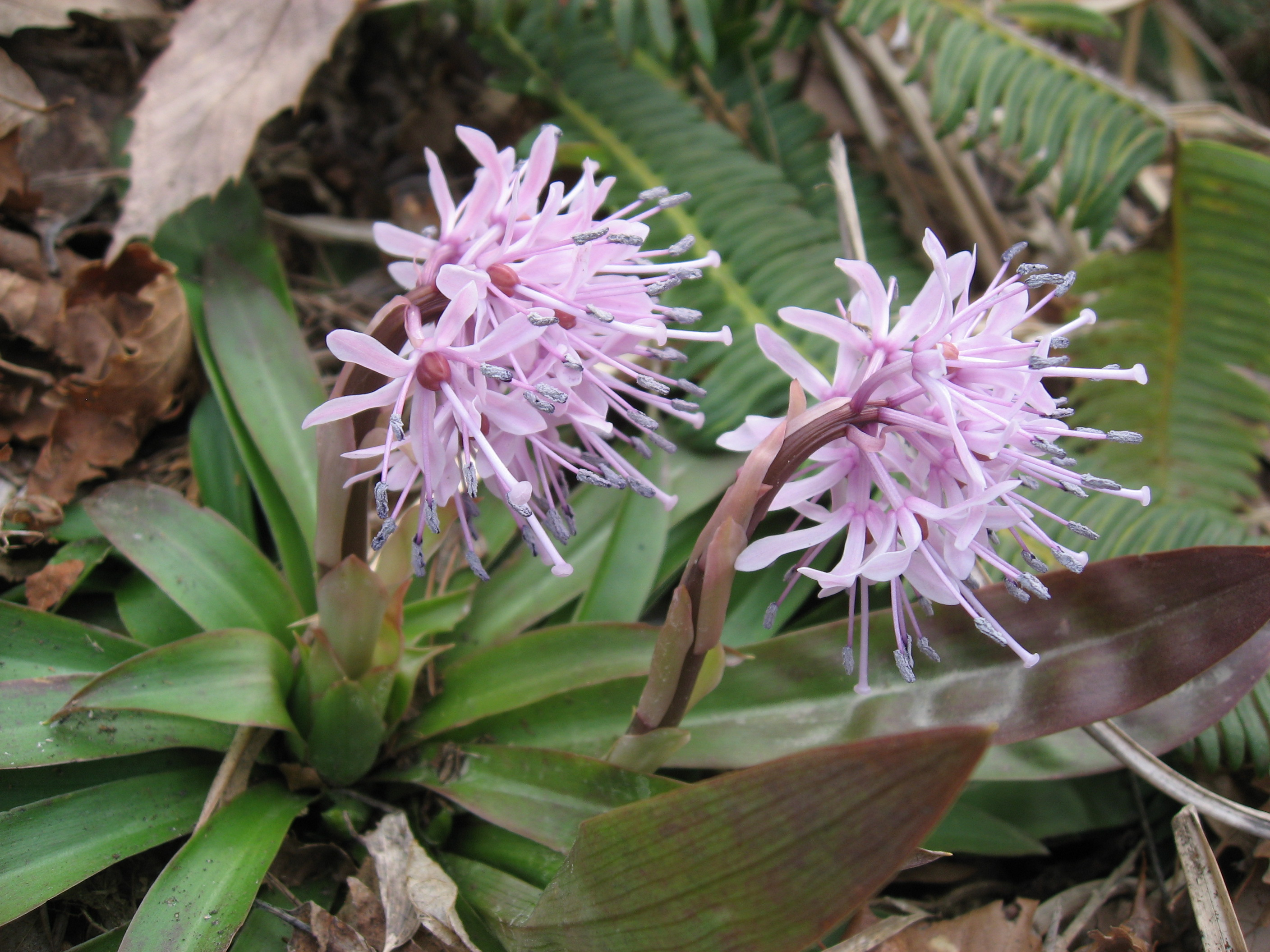
ショウジョウバカマ